# Lige der hvor hjertet slår
"Lige der hvor hjertet slår" er en sang, der blev sunget af Anders Frandsen ved Dansk Melodi Grand Prix 1991. Sangen vandt konkurrencen og blev dermed Danmarks bidrag ved Eurovision Song Contest 1991 i Rom. Sangen er skrevet af Michael Elo, som selv flere gange har optrådt i Dansk Melodi Grand Prix som backingsanger.
Ved Eurovision Song Contest 1991 opnåede sangen en 19.-plads ud af 22 deltagere. 
| Musik | Spire Denne musikartikel er en spire som bør udbygges. Du er velkommen til at hjælpe Wikipedia ved at udvide den. |